# Ludovic Fabregas
Pour les articles homonymes, voir Fabregas.

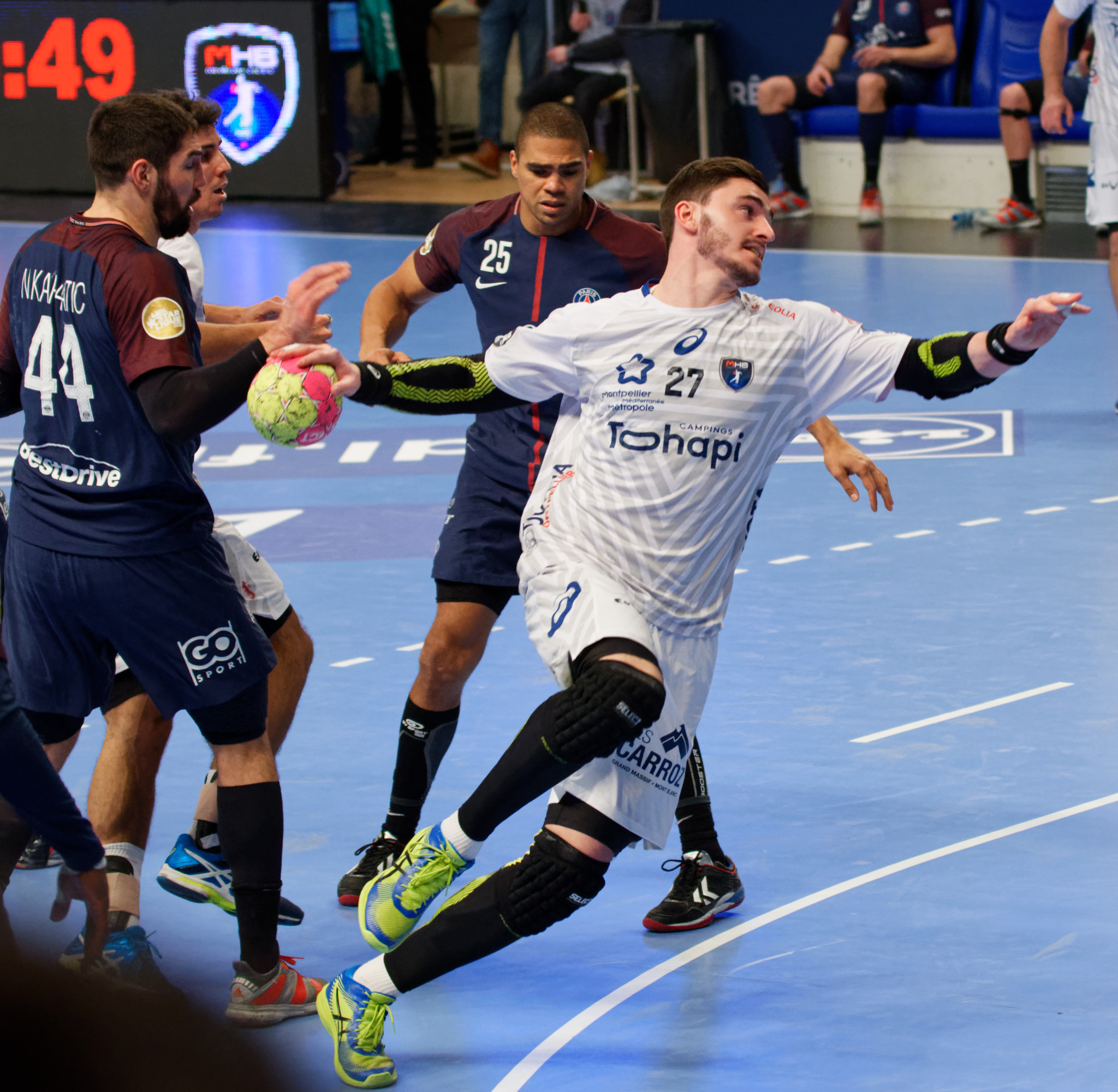
Sous le maillot de Montpellier face au PSG, le 1er mars 2018.

Ludovic Fabregas, né le 1er juillet 1996 à Perpignan (Pyrénées-Orientales), est un joueur français de handball évoluant au poste de pivot.
Avec l'équipe de France, il a remporté chacune des grandes compétitions internationales puisqu'il est champion du monde en 2017, champion olympique en 2021 et champion d'Europe en 2024.
En club, après avoir commencé sa carrière professionnelle au Montpellier Handball avec lequel il remporte notamment la Ligue des champions en 2018, il rejoint le club espagnol du FC Barcelone avec lequel il remporte notamment deux autres couronnes européennes en 2021 et 2022. Entre 2023 et 2025, il joue pour le club hongrois du Veszprém KSE avant de retrouver le FC Barcelone.

## Biographie
Ludovic Fabregas grandit à Banyuls-sur-Mer (Pyrénées-Orientales). Comme son père et son frère de quatre ans son aîné, Alexandre, Ludovic Fabregas se tourne naturellement vers le VTT Trial et écume avec succès les compétitions en devenant champion d'Europe et du monde dans les catégories jeunes. Mais son gabarit (1,98 m pour 100 kg) ne permettait pas d'avoir un avenir dans la discipline. C'est alors par le biais de son frère, qui côtoie plusieurs joueurs du centre de formation du Montpellier Handball, que Ludovic se tourne vers le handball. Après avoir commencé sur le poste d'arrière gauche, c'est sur le poste de pivot qu'il est retenu au pôle espoirs du Montpellier Handball.
Intégrant le groupe pro à 17 ans, Patrice Canayer le responsabilise rapidement au sein de sa défense. Sélectionné en équipe de France jeunes, il devient champion d'Europe jeunes en 2014 en étant élu meilleur pivot de la compétition, puis tout s'accélère lors de la fin de saison 2014-2015 : il est ainsi nommé dans l'élection du meilleur espoir du Championnat de France, connait sa première sélection en équipe de France A le 10 juin 2015 à 18 ans (sans passer par les sélections en junior) et devient champion du monde jeunes en 2015, étant là aussi élu meilleur pivot de la compétition.
Le Montpellier Handball lui fait signer alors son premier contrat professionnel en octobre 2015.
Puis en janvier 2016, il participe à sa première compétition internationale avec l'équipe de France au Championnat d'Europe 2016, terminant à la 5e place après avoir un temps de jeu d'une heure et treize minutes. Puis il participe aux Jeux olympiques de Rio de Janeiro où la France s'incline en finale face au Danemark. En janvier 2017, lors du championnat du monde disputé en France, Fabregas remporte son premier titre du champion du monde en ayant la pleine confiance de son sélectionneur Didier Dinart puis que Fabregas est le joueur avec le temps de jeu le plus important (6h15) et qu'il est le 4e meilleur buteur français. Cette compétition marque pour lui une évolution dans son style de jeu : reconnu initialement pour ses qualités en défense, il ajoute à ces qualités des performances en attaque.
Sa saison 2017-2018 est perturbée par une thrombose veineuse du bras droit qui l'empêche de pouvoir jouer durant quatre mois,, ne pouvant ainsi pas participer au Championnat d'Europe 2018 avec l'équipe de France. Si en fin de saison, il doit concéder le titre de champion de France au Paris Saint-Germain, Fabregas joue un rôle majeur dans la victoire en Ligue des champions.
En 2018, à 22 ans, il s'engage avec le FC Barcelone et déclare « C'est un rêve qui se réalise. Ici, je vais pouvoir grandir et la ville me fait penser à Montpellier, j'ai privilégié l'aspect personnel. J'ai un peu de sang catalan et ma grand-mère (originaire de Figueres) veut que je le parle comme je parle espagnol. ». Il choisit le numéro 72 après avoir porté le numéro 27 à Montpellier, ce dernier étant pris par Viran Morros à Barcelone, il décide d'inverser les chiffres.
Si, comme les saisons précédentes, le Barça n'a pas d'adversaire à sa mesure en Espagne et remporte toutes les compétitions nationales auxquelles il participe (Championnat, Coupe du Roi, Coupe ASOBAL et Supercoupe), c'est surtout en Ligue des champions que Fabregas et les catalans sont attendus. Finaliste en 2020, Fabregas remporte les éditions suivantes en 2021 et 2022 : auteur d'une faute de marquage en fin de temps réglementaire qui conduit à l'égalisation de Kielce, Ludovic Fabregas n'a pas manqué l'opportunité de se racheter en marquant son tir au but pour offrir la victoire à Barcelone.
Après plusieurs rumeurs en mars 2022, sa signature pour le club hongrois du Veszprém KSE est annoncée en juin 2022 avec un contrat de deux ans plus une saison en option à compter de 2023. Si Fabregas et Veszprém s'imposent à deux reprises en Championnat de Hongrie et une fois en Coupe de Hongrie et remportent la Coupe du monde des clubs 2024 (en) (premier trophée international du club depuis 2008), le titre tant espéré en Ligue des champions leur échappe encore avec deux éliminations en quarts de finale.
Mais « quand la nouvelle direction a pris ses fonctions à l'été 2024, il n'y avait plus de place pour une prolongation » admet en 2025 le club hongrois qui acte la non-prolongation et donc le départ de Fabregas. Fabregas effectue alors son grand retour au FC Barcelone en paraphant un contrat de 5 ans.

## Palmarès

### En club
Compétition internationales
- Ligue des champions
  - Vainqueur (3) : 2018, 2021, 2022
  - Finaliste en 2020
- Vainqueur de la Coupe du monde des clubs (3) : 2018, 2019, 2024 (en)
- Finaliste de la Coupe de l'EHF (C3) (1) : 2014

Compétition nationales

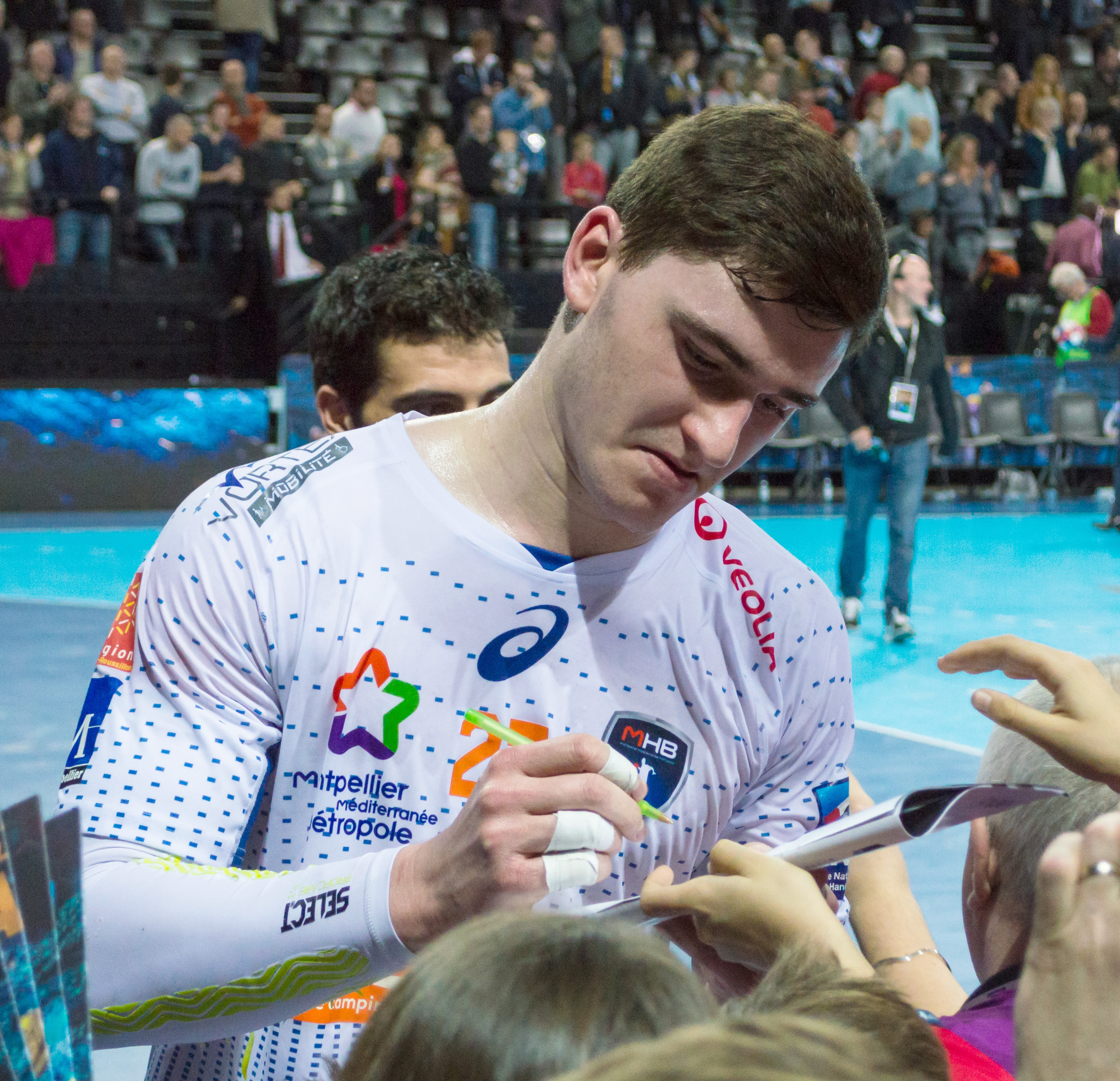
Ludovic Fabregas avec ses supporters en 2016

- Vainqueur de la Coupe de France (1) : 2016
- Vainqueur de la Coupe de la Ligue (1) : 2016
- Vice-champion de France (2) : 2015, 2018
- Vainqueur du Championnat d'Espagne (5) : 2019, 2020, 2021, 2022, 2023
- Vainqueur de la Coupe du Roi (5) : 2019, 2020, 2021, 2022, 2023
- Vainqueur de la Coupe ASOBAL (5) : 2019, 2020, 2021, 2022, 2023
- Vainqueur de la Supercoupe d'Espagne (5) : 2018, 2019, 2020, 2021, 2022
- Vainqueur du Championnat de Hongrie (2) : 2024, 2025
- Vainqueur de la Coupe de Hongrie (1) : 2024

### En équipes nationales
Ludovic Fabregas connaît sa première sélection le 10 juin 2015 quelques jours avant ses 19 ans. Ses résultats en compétitions internationales sont : 
- 3 participations aux Jeux olympiques :
  -  Médaille d'argent aux Jeux olympiques de 2016 de Rio de Janeiro
  -  Médaille d'or aux Jeux olympiques de 2020 de Tokyo
  - 8e place aux Jeux olympiques de 2024 de Paris
- 5 participations aux Championnats du monde
  -  Médaille d'or au Championnat du monde 2017 en France
  -  Médaille de bronze au Championnat du monde 2019 au Danemark et en Allemagne
  - 4e place au Championnat du monde 2021 en Égypte
  -  Médaille d'argent au Championnat du monde 2023 en Suède et en Pologne
  -  Médaille de bronze au championnat du monde 2025 en Norvège, en Croatie,et au Danemark
- 5 participations aux Championnats d'Europe
  - 5e place au Championnat d'Europe 2016 en Pologne
  -  Médaille de bronze au Championnat d'Europe 2018 en Croatie
  - 14e place au Championnat d'Europe 2020 en Autriche, en Norvège et en Suède
  - 4e place au Championnat d'Europe 2022 en Hongrie et en Slovaquie
  -  Médaille d'or au Championnat d'Europe 2024 en Allemagne

Avant d'être sélectionné avec les seniors, il a évolué en Équipe de France jeunes :
- Médaille d'or au champion d'Europe jeunes en 2014 (de)
- Médaille d'or au champion du monde jeunes en 2015 (en)

### Distinctions individuelles
En équipe nationale
- élu meilleur pivot des Jeux olympiques 2020
- élu meilleur pivot du Championnat du monde 2021
- élu meilleur pivot du Championnat du monde 2023
- élu meilleur pivot du Championnat d'Europe 2024

En équipe nationale jeunes
- élu meilleur pivot du champion d'Europe jeunes en 2014 (de)
- élu meilleur pivot du champion du monde jeunes en 2015 (en)

En club (compétition internationales)
- élu meilleur espoir de la Ligue des champions en 2019
- élu meilleur pivot de la Ligue des champions en 2021

En club (compétition nationales)
- élu meilleur pivot du Championnat de France en 2016 et 2017
- élu meilleur défenseur du Championnat de France en 2016 et 2017
- élu meilleur pivot du Championnat d'Espagne (5) 2019, 2020, 2021, 2022 et 2023

## Décorations
- Chevalier de l'ordre national du Mérite le 1er décembre 2016[15]
- Chevalier de la Légion d'honneur le 8 septembre 2021[16]